# Het Oosteind
Het Oosteind is een buurtschap in de gemeente Rucphen in de Nederlandse provincie Noord-Brabant. Het ligt twee kilometer ten oosten van het dorp Sprundel. Het gehucht bestaat uit een paar straten die allemaal aftakken van de Bredasebaan. De bebouwde kom zit bijna vast aan die van Sprundel, wegens de Sint Janstraat. Het Oosteind ligt tussen verschillende andere dorpen en gehuchten, zoals Munnikenheide, Etten-Leur, Sprundel, Heikant, Klappenberg, Zandspui en Brakkenstraat.
Dorpen: Rucphen · Schijf · St. Willebrord · Sprundel · Zegge

Buurtschappen: De Berk · De Dood · De Heiberg · De Posthoorn · De Schietbaan · Het Hoekske · Het Oosteind · Langendijk · Langeschouw · Munnikenheide · Nederheide · Nispense Achterhoek · Noordhoek · Steenpaal 

Noord-Brabant: Steden en dorpen      Nederland: Provincies · Gemeenten